# Brandon Walters
Brandon Walters, né en janvier 1996, est un acteur aborigène australien qui a tenu le rôle de Nullah dans le film Australia en 2008. 

## Biographie
Brandon Walters est né de parents aborigènes Janie et Paul  et a grandi dans une communauté autochtone près de Broome, en Australie-Occidentale. On lui a découvert une leucémie à l'âge de six ans, qui a pu être guérie après avoir passé un an dans un hôpital de Perth en 2003.  Le réalisateur australien Baz Luhrmann était à la recherche d'un jeune garçon autochtone pour tenir le rôle de « Nullah » pendant plus de douze mois lorsque l'un des directeurs de casting du film a vu Walters avec son père à une piscine de Broome en 2007; Walters avait également répondu à un appel radio recherchant des candidats pour les auditionner. Il reçut ensuite une lettre de Luhrmann disant qu'il l'intéressait énormément. Walters, qui n'avait jamais quitté l'Australie-Occidentale, et un groupe de garçons qui avaient été auditionnés pour le rôle ont été invités à Sydney, en Nouvelle-Galles du Sud pour faire des castings à la Fox Studios Australia. Sa famille et lui campaient avec Luhrmann à la Eighty Mile Beach à Broome quand Walters reçut le rôle et fut engagé pour le film,. Quand il rejoignit le reste des acteurs, il n'avait jamais entendu parler de Nicole Kidman ou de Hugh Jackman, les acteurs principaux du film. Walters avait vu seulement quelques films, mais selon Luhrmann il avait "l'essence d'un acteur",. Bien que Kidman et Walters aient été intimidés lors de leur première rencontre, Nicole Kidman déclara qu'ils s'étaient mieux compris progressivement pendant le tournage du film et dit : "J'ai besoin de le protéger ... [et] si le film marche vraiment bien il va avoir besoin de beaucoup de protection". Luhrmann et Kidman ont mis en place un Fonds d'affectation spéciale pour garantir l'avenir de Walters.
Luhrmann, qui a également visionné Walters dans un film pour une campagne de publicité sur l'Australie, a affirmé: "Notre prochaine star fait environ quatre pieds de haut, a de longs cheveux d'or et est un garçon autochtone." .